# لنگدون، کنت
لنگدون (به انگلیسی: Langdon) یک روستا و محله مدنی در بریتانیا است که در Dover واقع شده‌است. لنگدون ۵۵۸ نفر جمعیت دارد.